# Givry (Saône-et-Loire)
Givry is een gemeente in het Franse departement Saône-et-Loire (regio Bourgogne-Franche-Comté). De plaats maakt deel uit van het arrondissement Chalon-sur-Saône. Givry telde op 1 januari 2022 3.623 inwoners.
De gemeente heeft ongeveer 260 ha aan wijngaarden en telt verschillende historische monumenten waaronder het stadhuis en de Saint-Pierre et Saint-Paulkerk.

## Geschiedenis
De plaats werd al bewoond in de Gallo-Romeinse tijd. In de middeleeuwen was Givry een versterkt dorp. De plaats was omgeven door een muur met daarin vier poorten. Het parochieregister van Givry tussen 1334 en 1357 is bewaard gebleven, als een van de oudste van Frankrijk. Hierin werden de huwelijken en begrafenissen opgetekend en is de zware tol van de Zwarte Dood in 1348 te lezen. In 1348 raakte Givry op drie maanden tijd 615 van zijn ongeveer 1200 inwoners kwijt.
In de 18e eeuw kende Givry een sterke groei dankzij de bosbouw, de graanteelt en de wijnbouw. In die periode werd een nieuw stadhuis gebouwd.

## Geografie
De oppervlakte van Givry bedroeg op 1 januari 2022 26,03 vierkante kilometer; de bevolkingsdichtheid was toen 139,2 inwoners per km².

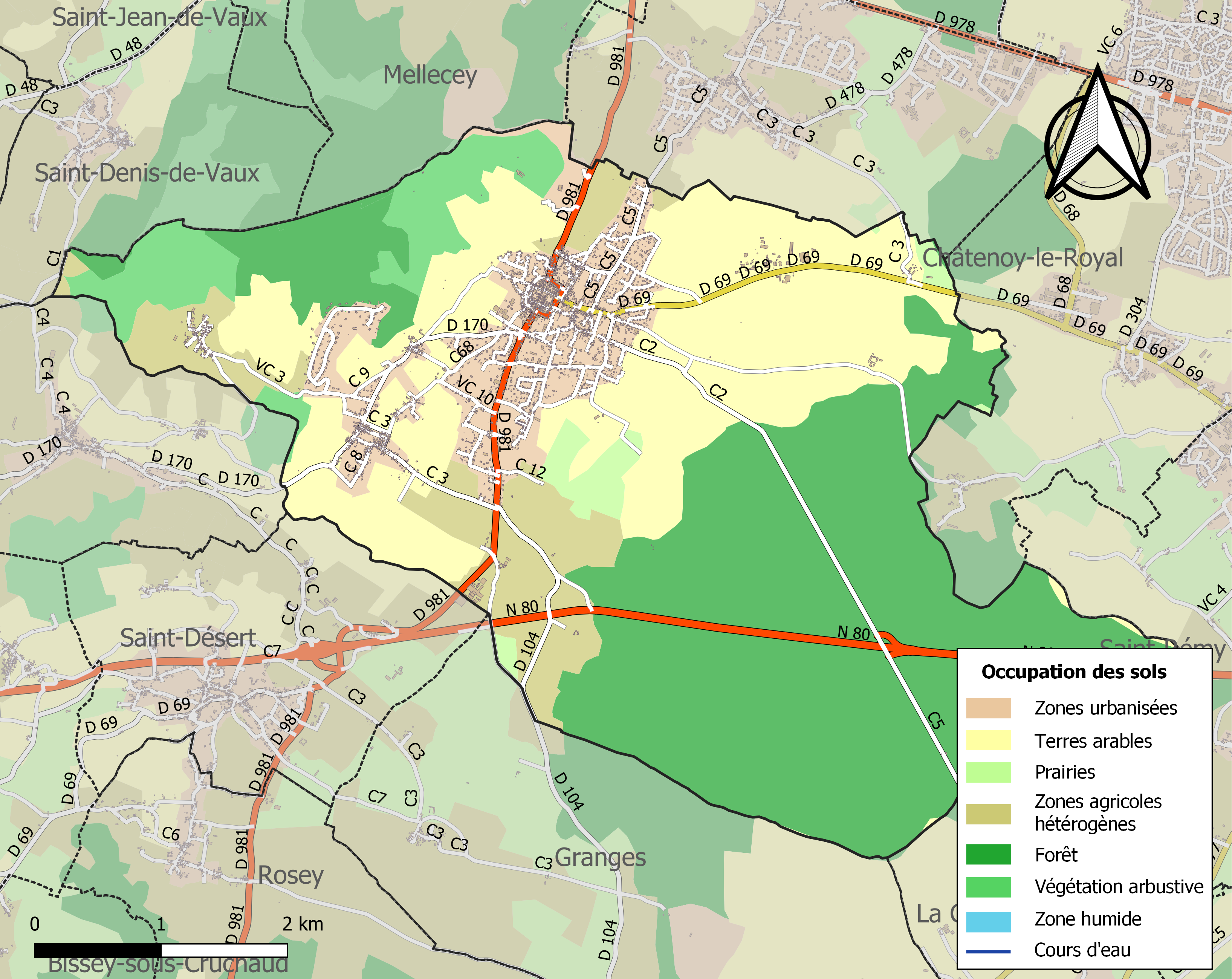
Kaart van de gemeente met de belangrijkste infrastructuur, bodemgebruik en omliggende gemeenten

## Demografie
Onderstaande figuur toont het verloop van het inwonertal (bron: INSEE-tellingen).

## Geboren in Givry
- Vivant Denon (1747-1825), kunstenaar, schrijver, diplomaat en archeoloog

## Galerij

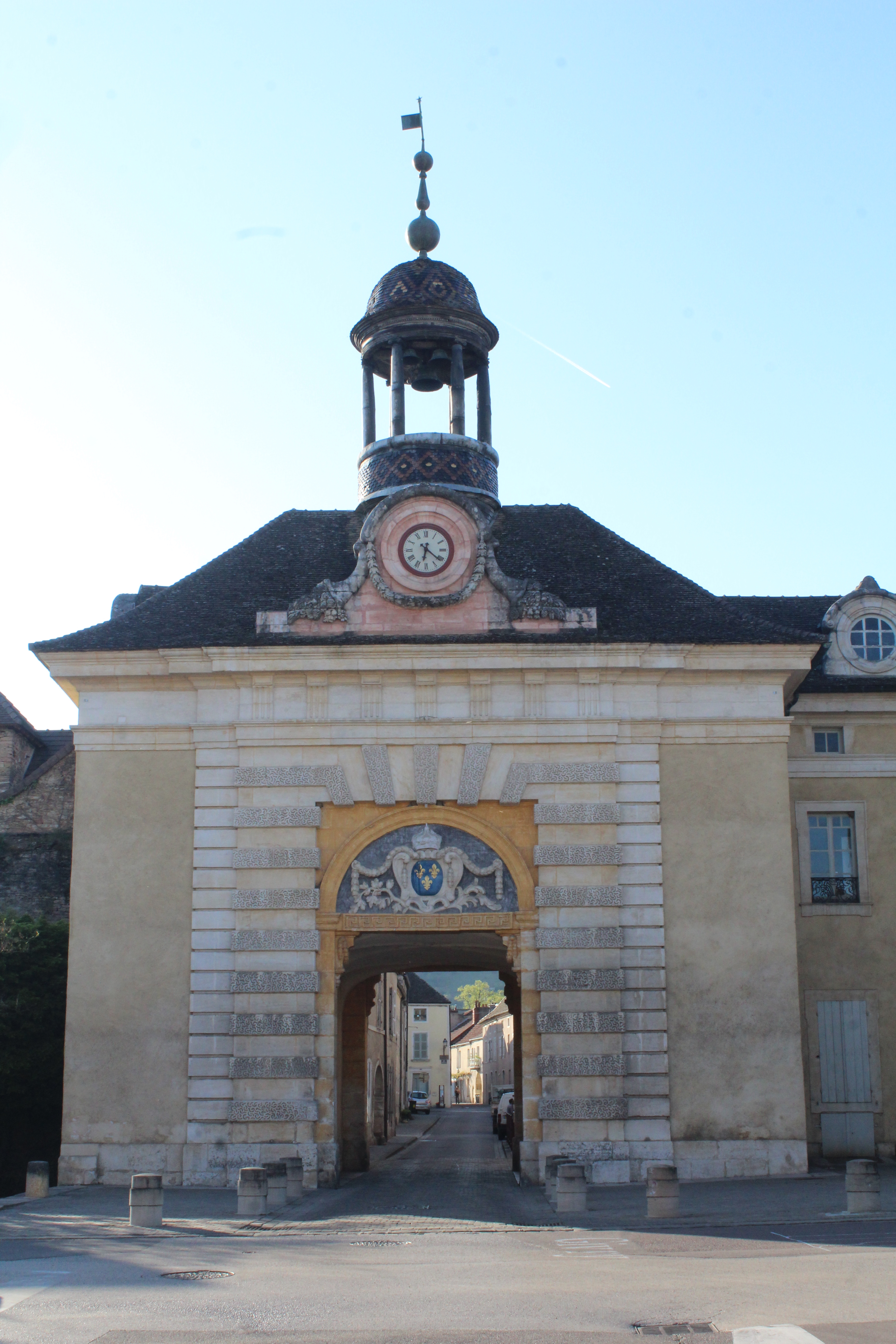
Gemeentehuis of Porte de l'horloge
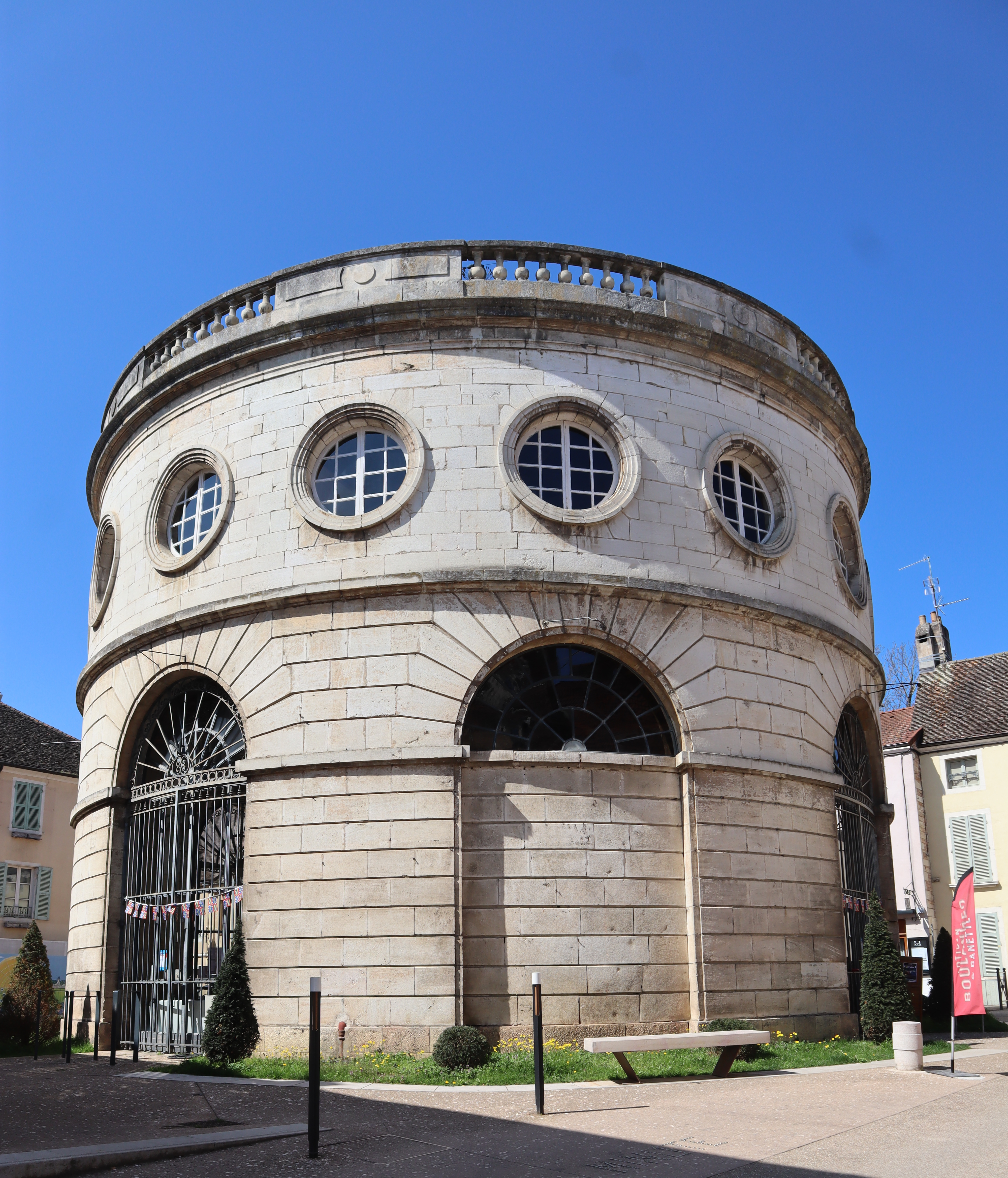
Halle ronde
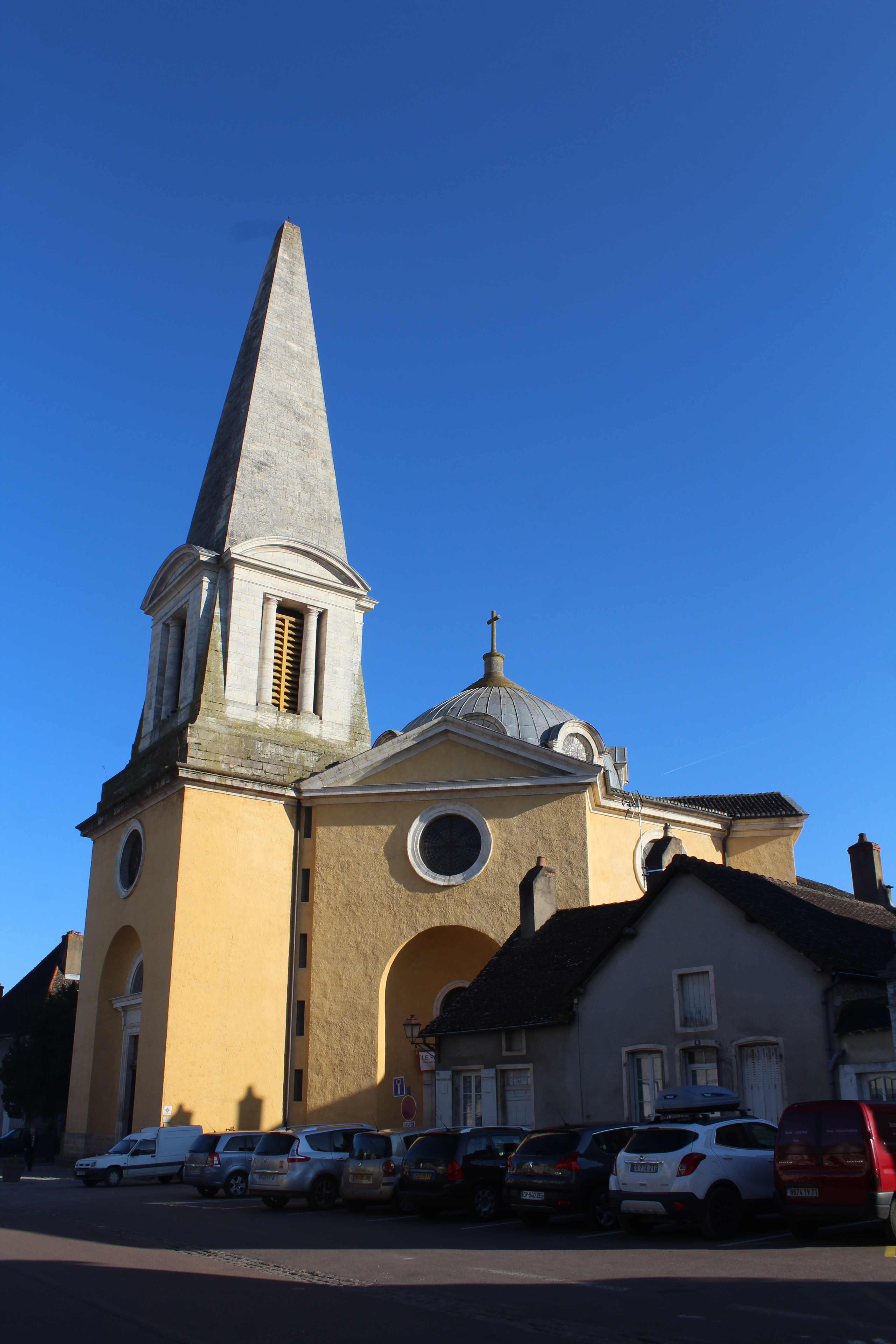
Saint-Pierre et Saint-Paulkerk
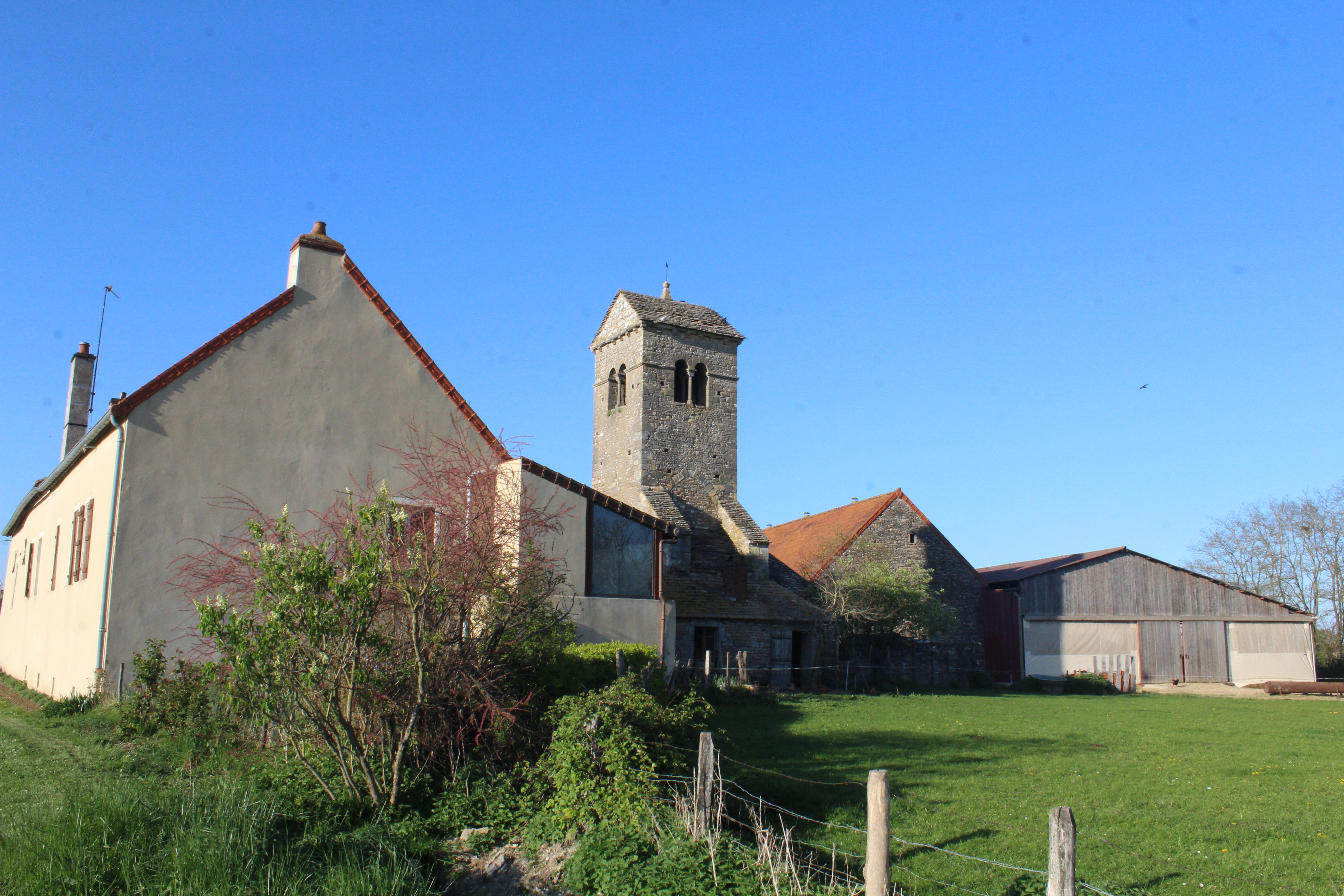
Hôtel-Dieu